# Palmarito Tochapán
Palmarito Tochapán är en ort i Mexiko.   Den ligger i kommunen Quecholac och delstaten Puebla, i den sydöstra delen av landet, 170 km öster om huvudstaden Mexico City. Palmarito Tochapán ligger 2 157 meter över havet och antalet invånare är 15 690.
Terrängen runt Palmarito Tochapán är varierad. Runt Palmarito Tochapán är det ganska tätbefolkat, med 185 invånare per kvadratkilometer. Närmaste större samhälle är Tecamachalco, 10,1 km väster om Palmarito Tochapán. Trakten runt Palmarito Tochapán består till största delen av jordbruksmark.